# Mihovil Nakić

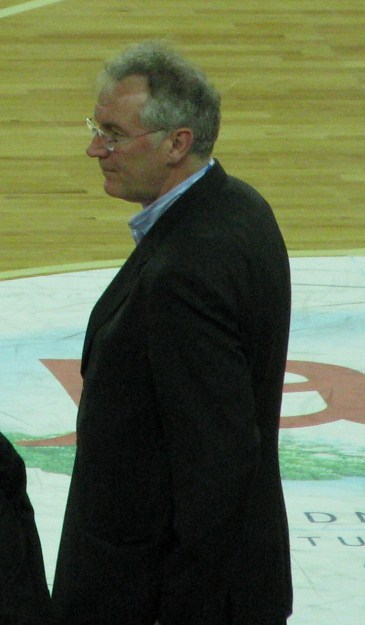

Mihovil Nakić-Vojnović, född 31 juli 1955 i Drniš, Kroatien (dåvarande Jugoslavien), är en kroatisk basketspelare och jugoslavisk representant som tog OS-guld 1980 i Moskva. Detta var det dåvarande Jugoslaviens första guld i herrbasket vid olympiska sommarspelen. Han var även med då Jugoslavien tog OS-brons 1984 i Los Angeles. Han spelade en stor del av sin karriär för laget KK Cibona tillsammans med Dražen Petrović.